# Гламско сребро
Гламско сребро (лат. argentum de glama) представља мешавину сребра и злата. Његово најпознатије налазиште у Србији је било у Новом Брду. Кроз средњи век и касније ту је био богат рударски живот, рудари Саси и други били су главни мајстори у преради и изради предмета од овог сребра.